# Mickie Jones
Mickie Jones (Washington D.C., 17 december 1952 – San Dimas, 5 september 2009) was een Amerikaans rockmuzikant.
Mickie Jones was bassist en was medeoprichter van de glamrockband Angel uit de jaren 1970. Jones speelde mee op de albums Angel (1975), Helluva Band (1976) en On Earth As It Is In Heaven (1977) en is te horen op het verzamelalbum An Anthology. Hij nam deel aan de tournees van de groep in de Verenigde Staten en Japan.
Voordien speelde hij in de rockgroep BUX, samen met gitarist Punky Meadows (later eveneens in Angel) en zanger Ralph Morman. Jones en Meadows werden gevraagd om lid te worden van de The New York Dolls, maar zij weigerden. Na zijn vertrek uit Angel in 1977 vormde Jones de groep Empire, waarin hij zanger was. In de loop der jaren ging Jones zich interesseren in filmproductie en was hij werkzaam in de filmindustrie. Hij overleed in september 2009 aan leverkanker.